# Меган Прескотт
Ме́ган «Мег» Пре́скотт (англ. Megan "Meg" Prescott; нар. 4 червня 1991 року, Палмерс Грін, Лондон, Англія) — англійська акторка. Найбільш відома своєю роллю Кеті Фіч у підлітковому телесеріалі «Скінс», завдяки грі в якому двічі отримала нагороду БАФТА.

## Життєпис
Прескотт народилася в Палмерс Грін (Лондон), і на шість хвилин молодша за її сестра-близнючку Кетрін Прескотт, яка також є акторкою. Вона отримала початкову освіту в середній школі в Палмерс Грін, середню освіту в старшій школі Св. Іоанна, і, в коледжі Ашмол. Вона також вивчала телевізійне виробництво в університеті .
У MySpace Live чат Прескотт повідомила, що вона грає на барабанах .

## Кар'єра
Хоча Прескотт дебютувала в одному епізоді серіалу «Лікарі» разом з сестрою Кетрін у 2008 році, вона більше не з'являлася до наступного року, коли вона знялася в ролі Кеті Фіч у третьому сезоні «Скінс».
Оскільки формат серіалу обмежує покоління двома сезонами, Меган та інші актори не знімалися в п'ятому сезоні. Проте вона і її колеги повинні з'явитися у повнометражному фільмі «Скінс». Зйомки фільму почалися у вересня 2010 року, а прем'єра планується на літо 2011 року .
Меган було включено в Гарячу сотню в 2010 році під номером #68 як одна з найсексуальніших жінок .

## Фільмографія
| Рік       | Фільм            | Роль           | Нотатки                           |
| --------- | ---------------- | -------------- | --------------------------------- |
| 2012      | Безмовний свідок | Джемма Макетір |                                   |
| 2009—2010 | Скінс            | Кеті Фітч      | Телесеріал (головна роль)         |
| 2008      | Лікарі           | Емі            | Епізод (Dare, Double Dare, Truth) |